# Nemesis: The Wizardry Adventure
 Nemesis: The Wizardry Adventure  est un jeu vidéo de rôle et d'aventure développé et publié par Sir-Tech en 1996 sur Microsoft Windows. Le jeu se déroule dans un monde médiéval-fantastique baptisé Galican que le joueur observe en vue à la première personne. Pour progresser, le joueur doit combattre des monstres et résoudre des énigmes. 

## Accueil
| Nemesis: The Wizardry Adventure |      |       |
| Média                           | Nat. | Notes |
| GameSpot                        | US   | 74 %  |
| Gen4                            | FR   | 2/5   |
| Joystick                        | FR   | 90 %  |
| PCMag                           | US   | 3/5   |
| PC Team                         | FR   | 87 %  |